# Makoto Kimura
Makoto Kimura (木村 誠 Kimura Makoto?), född 10 juni 1979 i Fukui prefektur, är en japansk före detta fotbollsspelare.
Kimura började sin karriär 2002 i Kawasaki Frontale. 2006 flyttade han till Montedio Yamagata. Efter Montedio Yamagata spelade han för Zweigen Kanazawa och Sakai Phoenix. Han avslutade karriären 2015.